# Ringu 0: Birthday
Ringu 0: Bâsudei (Ring 0: Birthday) is een Japanse horrorfilm uit 2000. De film is het eerste deel uit de Ringu horrorfilmreeks, maar werd als laatste uitgebracht. De film werd geregisseerd door Norio Tsuruta en geschreven door Hiroshi Takahashi. De film duurt 99 minuten.

## Verhaal
De jonge Sadako heeft een zware jeugd gehad: Ze werd erg kwetsbaar na de dood van haar moeder. Toch verhuist ze naar Tokio, waar ze toneel gaat spelen. Ze vervangt de hoofdrolspeelster wanneer die overlijdt. Haar medespelers vinden haar verdacht, aangezien ze zich erg griezelig gedraagt.

## Rolverdeling
| Acteur            | Personage        |
| ----------------- | ---------------- |
| Yukie Nakama      | Sadako Yamamura  |
| Seiichi Tanabe    | Hiroshi Tôyama   |
| Kumiko Aso        | Etsuko Tachihara |
| Yoshiko Tanaka    | Akiko Miyaji     |
| Ryûji Mizukami    | Wataru Kuno      |
| Takeshi Wakamatsu | Yûsaku Shigemori |
| Kaoru Okunuki     | Aiko Hazuki      |
| Daisuke Ban       | Heihachirô Ikuma |
| Tsukasa Kimura    | Yumiko Kanai     |
| Junko Takahata    | Kaoru Arima      |